# Cogollo del Cengio
Cogollo del Cengio (deutsch veraltet: Kogel) ist eine nordostitalienische Gemeinde (comune) mit 3106 Einwohnern (Stand 31. Dezember 2023) in der Provinz Vicenza in Venetien. Die Gemeinde liegt etwa 24 Kilometer nordnordwestlich von Vicenza. Bis 1924 hieß die Gemeinde nur Cogollo. Sie grenzte an die sogenannten Sieben Gemeinden.

## Verkehr
Sowohl die frühere Strada Statale 349 di Val d’Assa e Pedemontana Costo (heute die Provinzstraße 349 Costo) als auch die frühere Strada Statale 350 di Folgaria e di Val d’Astico (heute die Provinzstraße 350 Valdastico) führen durch das Gemeindegebiet. Auf der SP 349 wird jährlich ein Bergrennen mit 9,9 km Streckenlänge ("Salita del Costo") ausgetragen.
Von 1910 bis 1958 wurde Cogollo del Cengio von der Zahnradbahn Rocchette–Asiago erschlossen.